# Gåsögat
Gåsögat är en sjö i Örebro kommun i Närke och ingår i Göta älvs huvudavrinningsområde.